# Xyropteris stortii
Xyropteris stortii là một loài thực vật có mạch trong họ Dennstaedtiaceae. Loài này được (Alderw.) K.U. Kramer miêu tả khoa học đầu tiên năm 1957.